# Chlorogonium minimum
Chlorogonium minimum là một loài tảo trong họ Chlamydomonadaceae, thuộc chi Chlorogonium.